# Musopen
Pour un article plus général, voir Musique libre.
Musopen est une bibliothèque numérique en ligne d'enregistrements et de partitions de musique classique appartenant au domaine public,. Les partitions et les éditions reproduites sont toutes dans le domaine public ; en revanche, les enregistrements sont publiés sous une licence Creative Commons variable selon l'interprète.
Musopen appartient à une organisation à but non lucratif américaine, qui collecte aussi de l'argent pour financer des enregistrements de musique classique placés dans le domaine public.

## Stratégie commerciale
Musopen fonctionne selon un modèle freemium, en ce que certains contenus sont disponibles gratuitement, mais les téléchargements premium nécessitent un abonnement.
Les partitions sont téléchargeables gratuitement, et les enregistrements peuvent être écoutés en utilisant un lecteur HTML5.
Les utilisateurs qui ne payent pas peuvent télécharger des enregistrements de musique, mais sont limités à vingt téléchargements par jour. Les membres qui payent 55 $ par an, reçoivent des téléchargements illimités de musique, codés sans pertes. Les "bienfaiteurs", qui payent 240 $ par an, peuvent demander des enregistrements supplémentaires (à partir de janvier 2014).

## Organisation
L'association est située à Palo Alto ou Tarzana[réf. nécessaire], en Californie.

## Historique
Musopen est lancé en 2005 par l'Américain Aaron Dunn, alors étudiant en université.
En 2008, Musopen met en ligne des enregistrements des trente-deux sonates pour piano de Beethoven.
En 2010, l'association organise une collecte de fonds via Kickstarter pour commander des enregistrements d'un répertoire plus large, amassant un total de 68 359 $, soit plus de six fois son objectif initial de 11 000 $. En juillet 2012, Musopen annonce que l'édition des enregistrements est terminée, après quoi les fichiers audio sont téléchargés sur son site web et sur archive.org. La liste définitive de la musique est annoncée en août 2012.
En septembre 2013, une nouvelle levée de fonds Kickstarter a été lancée par Musopen pour enregistrer les œuvres complètes de Frédéric Chopin. La collecte de fonds a été un succès, dépassant l'objectif de financement de 75 000 $ de plus de 15 000 $. Tous les enregistrements pour ce projet ont été effectués et l'édition devrait être achevée d'ici à avril 2015.